# 1994 YO
1994 YO är en asteroid i huvudbältet som upptäcktes den 28 december 1994 av den japanska astronomen Takao Kobayashi vid Ōizumi-observatoriet.